# Lee Kyu-han
Lee Kyu-han (en hangul, 이규한; hanja: 李奎翰; RR: I Gyu-han; nacido el 4 de agosto de 1980) es un actor surcoreano.

## Biografía
Se unió al departamento de teatro y cine de la Universidad Kookmin, pero la abandonó.
Era buen amigo del actor surcoreano Kim Joo-hyuk, quien falleció en un accidente en 2017.

## Carrera
Fue miembro de la agencia Mystic Story (previamente conocida como Mystic Entertainment y Family Actors Entertainment), así como de la agencia RaemongRaein ((주)래몽래인) y de la agencia Namoo Actors.
En junio de 2005 se unió al elenco recurrente de la serie My Lovely Sam Soon donde interpretó a Min Hyun-woo, el exnovio infiel de Kim Sam-soon (Kim Sun-a).
En marzo de 2007 se unió al elenco principal de la serie Que Sera, Sera donde dio vida a Shin Joon-hyuk, un joven racional, perfeccionista e introvertido que en el fondo tiene un complejo de inferioridad, hasta el final de la serie en mayo del mismo año.
El 2 de abril de 2012 se unió al elenco principal de la serie The Wedding Scheme donde interpretó a Lee Kang-jae, un inteligente pero mimado chaebol de 32 años y el hijo del presidente de una corporación de alimentos, hasta el final de la serie el 22 de mayo del mismo año.
En marzo de 2018 se unió al elenco principal de la serie Rich Family's Son (también conocida como "Wealthy Son") donde dio vida a Nam Tae-il, hasta el final de la serie en octubre del mismo año.
En agosto de 2019 se unió al elenco de la serie Graceful Family donde interpretó a Mo Wan-soo, el ambicioso hijo mayor del sucesor del grupo "MC Group" y un director de cine, hasta el final de la serie en octubre del mismo año.
En enero de 2021 se unió al elenco recurrente de la serie She Would Never Know donde dio vida a Lee Jae-woon, el hermano mayor de Lee Hyo-joo (Lee Joo-bin), hasta el final de la serie el 9 de marzo del mismo año.
Aunque originalmente se había anunciado que se había unido al elenco de las series Again My Life y Green Mothers' Club. En noviembre del mismo año se anunció que se había retirado de las series debido a problemas de salud.

## Filmografía

### Series de televisión
| Año     | Título                                     | Personaje      | Notas                        | Ref.          |
| ------- | ------------------------------------------ | -------------- | ---------------------------- | ------------- |
| 1998    | Love and Success                           | Kim Myong-soo  |                              |               |
| 1999    | March                                      | Kyu-han        |                              |               |
| 1999    | Kaist                                      | Estudiante     | 81 episodios                 |               |
| 1999    | Springtime (Youth)                         | Soo-hyeon      |                              |               |
| 2000    | Some Like It Hot                           | Kang Cheol-ho  |                              |               |
| 2005    | My Lovely Sam Soon                         | Min Hyun-woo   |                              |               |
| 2005    | Love Needs a Miracle                       | Jin Jung-pyo   | 20 episodios                 |               |
| 2007    | Que Sera, Sera                             | Shin Joon-hyuk | 17 episodios                 |               |
| 2009    | Soul                                       | Seo Joon-hee   |                              |               |
| 2009-10 | Smile, You                                 | Lee Han-se     |                              |               |
| 2010    | More Charming By The Day                   | Lee Gyu-han    |                              |               |
| 2010    | Snail Study Dorms                          | Bang Joon-sung | Drama Stage Season 1 - 1 ep. |               |
| 2011    | Listen to My Heart (Can You Hear My Heart) | Lee Seung-chul |                              |               |
| 2011-12 | If Tomorrow Comes                          | Lee Il-bong    |                              |               |
| 2012    | The Wedding Scheme                         | Lee Kang-jae   | 16 episodios                 |               |
| 2012-13 | The Birth of a Family                      | Kang Yoon-jae  | 115 episodios                |               |
| 2014    | Only Love                                  | Choi Jae-min   | 123 episodios                | [ 9 ]         |
| 2015    | The Big Dipper                             | -              |                              |               |
| 2015-16 | I Have a Lover                             | Baek Seok      | 50 episodios                 |               |
| 2017    | Introverted Boss                           | Woo Gi-ja      | 9 episodios                  | [ 10 ]        |
| 2018    | Ugly Miss Young-ae Season 16               | Lee Gyu-han    |                              | [ 11 ]        |
| 2018    | Rich Family's Son                          | Nam Tae-il     | 100 episodios                |               |
| 2019    | The Dramatization Has Already Begun        | Kim Pil-ki     | Drama Stage Season 2 - 1 ep. | [ 12 ]        |
| 2019    | The Crowned Clown                          | Joo Ho-geol    |                              | [ 13 ] [ 14 ] |
| 2019    | Ugly Miss Young-ae Season 17               | Lee Gyu-han    |                              | [ 15 ]        |
| 2019    | Graceful Family                            | Mo Wan-soo     |                              |               |
| 2021    | She Would Never Know                       | Lee Jae-woon   |                              |               |
| 2022    | Becoming Witch                             | Jo Doo-chang   | Aparición especial           | [ 16 ] [ 17 ] |
| 2023    | Battle for Happiness                       | Kang Do-joon   |                              | [ 18 ]        |
| 2023    | Longing for You                            | Park Ki-young  |                              | [ 19 ] [ 20 ] |
| 2024    | The Judge from Hell                        | Jung Tae-gyu   |                              | [ 21 ] [ 22 ] |

### Películas
| Año  | Título                       | Personaje     | Notas                                                                        |
| ---- | ---------------------------- | ------------- | ---------------------------------------------------------------------------- |
| 2006 | The Other Side of the Sun    | Soo-hyeon     |                                                                              |
| 2007 | Mapado 2: Back to the Island | Jeon Gi-young |                                                                              |
| 2011 | White: Melody of Death       | Choi          | Cameo                                                                        |
| 2013 | Blood and Ties               | Kim Jae-kyung | Junto a Son Ye-jin, Kim Kap-soo, Jo An, Kim Kwang-kyu                        |
| 2018 | Deja Vu                      | Seo Woo-jin   | Junto a Nam Gyu-ri, Lee Chun-hee, Kim Jae-bum, Jung Kyung-ho y Dong Hyun-bae |

### Programas de variedades
| Año        | Programa                                                                | Notas                                                    |
| ---------- | ----------------------------------------------------------------------- | -------------------------------------------------------- |
| 2009       | Introduce the Star's Friend                                             |                                                          |
| 2013       | Law of the Jungle in Savanna                                            | (ep. #81-89) - miembro                                   |
| 2014       | Radio Star                                                              | (ep. #393, 408) - invitado                               |
| 2015       | I Live Alone                                                            | (ep. #92) - invitado                                     |
| 2015       | Real Man Season 2 - "Main Edition"                                      | (ep. #96-108,110-119) - miembro                          |
| 2015       | Off To School (Welcome Back to School)                                  | (ep. #30-33) - miembro                                   |
| 2015       | Please Take Care of My Refrigerator                                     | (ep. #20-21) - invitado                                  |
| 2015, 2016 | Cool Kiz on the Block - Archery Cool Kiz on the Block - Foot Volleyball | (ep. #171-174) - miembro (ep. #90-98, 103-107) - miembro |
| 2016       | Knowing Bros (Ask Us Anything)                                          | (ep. #37) - invitado                                     |
| 2016       | Battle Trip                                                             | (ep. #28-30) - invitado                                  |
| 2016       | Strong Man (천하장사)                                                   | 12 episodios                                             |
| 2016       | Scene Stealer (씬스틸러 드라마전쟁)                                     | 8 episodios                                              |
| 2016       | Running Man                                                             | (ep. #321) - invitado                                    |
| 2017       | Oppa Thinking (Thinking About My Bias)                                  | 16 episodios - miembro del equipo "Team 2"               |
| 2018       | Movie Room                                                              | (ep. #4) - invitado                                      |
| 2018, 2019 | Life Bar                                                                | (ep. #70, 107) - invitado                                |
| 2019       | Shall We Chicken?                                                       | miembro                                                  |
| 2019       | Seoul Mate Season 3                                                     | 12 episodios - miembro                                   |
| 2020       | Going to the End (끝까지 간다)                                          | 8 episodios - miembro                                    |
| 2021       | Hungry For Delivery? Order it First!                                    | 3 episodios - miembro                                    |

### Presentador
| Año  | Programa                                            | Notas          |
| ---- | --------------------------------------------------- | -------------- |
| 2011 | Diet Survival - BIGsTORY (다이어트 서바이벌 빅토리) | co-presentador |

### Apariciones en videos musicales
| Año  | Artista       | Canción                            | Notas |
| ---- | ------------- | ---------------------------------- | ----- |
| 2004 | Kim Jong-kook | "Addiction"                        |       |
| 2005 | Flower        | "Right Here"                       |       |
| 2009 | Someday       | "Because I Couldn't Be Like a Man" |       |

### Anuncios
| Año  | Título                                                     | Notas              |
| ---- | ---------------------------------------------------------- | ------------------ |
| 2006 | Lotte Chilsung Beverage (롯데칠성음료) - Let's Be (레쓰비) |                    |
| 2007 | HITE BREWERY (하이트맥주)                                  |                    |
| 2015 | LF 헤지스 백팩                                             | junto a Kangnam    |
| 2015 | 캐시 카우                                                  |                    |
| 2018 | 이펀컴퍼니 삼국지M                                         | junto a Lee Si-eon |

### Revistas / sesiones fotográficas
| Año  | Título               | Notas                                                          |
| ---- | -------------------- | -------------------------------------------------------------- |
| 2010 | VOGUE Korea Magazine | junto a Jeon Hye-bin y Kim Kang-woo - (publicación de febrero) |

## Premios y nominaciones
| Año  | Premio                  | Categoría                                                    | Trabajo                  | Resultado |
| ---- | ----------------------- | ------------------------------------------------------------ | ------------------------ | --------- |
| 2005 | SBS Drama Award         | New Star Award                                               | Love Needs a Miracle     | Ganó      |
| 2010 | MBC Entertainment Award | Excellence Award, Actor in a Sitcom or Comedy - Second Prize | More Charming by the Day | Ganó      |
| 2015 | 23rd SBS Drama Award    | Excellence Award, Actor in a Serial Drama                    | I Have a Lover           | Nominado  |
| 2018 | MBC Drama Award         | Excellence Award, Actor in a Serial Drama                    | Rich Family's Son        | Ganó      |